# Joc video de strategie
Jocurile video de strategie reprezintă un gen de jocuri video care se concentrează pe gândire strategică și tactică pentru a atinge obiective specifice. Acestea sunt de obicei împărțite în două subcategorii majore: strategie în timp real (RTS) și strategie pe ture (TBS). Acest gen a evoluat de-a lungul decadelor, aducând jucătorilor experiențe complexe și captivante, necesitând nu doar reflexe rapide, ci și planificare pe termen lung și gestionarea eficientă a resurselor.

## Istorie

### Începuturi
Primele jocuri de strategie au apărut în anii 1970 și 1980, când computerele personale au devenit accesibile publicului larg. Un exemplu timpuriu este "Empire" (1977), un joc de strategie pe ture care permitea jucătorilor să-și extindă imperiul și să lupte împotriva altor jucători controlati de calculator. În 1983, a fost lansat "M.U.L.E.", un joc economic de strategie care a combinat elemente de concurență și colaborare între jucători.

### Ascensiunea Genului RTS
Genul de strategie în timp real a început să prindă contur la începutul anilor 1990. Un punct de cotitură a fost lansarea jocului "Dune II" (1992) de către Westwood Studios, considerat adesea primul joc RTS modern. Acesta a introdus multe dintre elementele fundamentale ale genului, cum ar fi construirea de baze, gestionarea resurselor și controlul unităților în timp real. Succesul lui "Dune II" a deschis calea pentru alte titluri celebre, precum "Warcraft: Orcs & Humans" (1994) și "Command & Conquer" (1995).

### Evoluția și Diversificarea
În anii 2000, jocurile de strategie au continuat să evolueze și să se diversifice. Seria "Total War", începută cu "Shogun: Total War" (2000), a combinat bătăliile în timp real cu gestionarea strategică pe ture a unui imperiu. "StarCraft" (1998) de la Blizzard Entertainment a devenit un fenomen global, fiind cunoscut pentru echilibrul său perfect și pentru scena competitivă vibrantă, în special în Coreea de Sud.

### Era Modernă
În prezent, jocurile de strategie continuă să fie populare, beneficiind de avansuri tehnologice și de o comunitate de jucători pasionați. Titluri recente, precum "Civilization VI" (2016) și "Total War: Three Kingdoms" (2019), demonstrează că genul este în continuare relevant și inovator. De asemenea, au apărut noi subgenuri și hibrizi, cum ar fi jocurile de strategie bazate pe carduri și cele de tip tower defense.

## Caracteristici Principale

### Gestionarea Resurselor
Un element cheie al jocurilor de strategie este gestionarea resurselor, care poate cuprinde colectarea de materii prime, gestionarea economiei și optimizarea producției. Jucătorii trebuie să echilibreze investițiile în dezvoltare, apărare și atac pentru a-și asigura succesul pe termen lung.

### Construirea de Baze și Infrastructură
Multe jocuri de strategie implică construirea și dezvoltarea de baze sau orașe. Acestea pot fi clădiri pentru producția de unități, cercetare tehnologică și apărare. Deciziile privind amplasarea și tipul de clădiri pot avea un impact semnificativ asupra eficienței și puterii jucătorului.

### Controlul unităților
Un alt aspect esențial este controlul unităților, fie că este vorba despre trupe militare, vehicule sau nave spațiale. Jucătorii trebuie să își coordoneze atacurile, să își poziționeze forțele strategic și să răspundă rapid la acțiunile inamicului.

### Strategie și tactică
Strategia pe termen lung și tactica pe termen scurt sunt ambele cruciale în jocurile de strategie. Jucătorii trebuie să dezvolte planuri complexe pentru a-și atinge obiectivele, să se adapteze la situații imprevizibile și să-și gestioneze resursele eficient.

## Subgenuri

### Strategie în timp real (RTS)
Jocurile RTS se desfășoară în timp real, ceea ce înseamnă că toate acțiunile jucătorilor și inamicilor se petrec simultan. Exemple notabile sunt "Age of Empires", "Warcraft" și "StarCraft". Aceste jocuri necesită reflexe rapide și decizii imediate.

### Strategie pe ture (TBS)
În jocurile TBS, jucătorii și inamicii își fac mutările pe rând. Acest format permite o planificare mai detaliată și mai puțin presiune asupra timpului de reacție. Exemple sunt seria "Civilization" și "XCOM".

### Strategie 4X
4X este un subgen care se concentrează pe patru obiective principale: eXplore (explorare), eXpand (expansiune), eXploit (exploatare) și eXterminate (exterminare). Jocurile 4X, cum ar fi "Master of Orion" și "Stellaris", oferă experiențe profunde de gestionare a imperiilor și explorare a universurilor vast.

### Jocuri de strategie bazate pe carduri
Acest subgen combină elemente de strategie cu mecanici de joc bazate pe cărți. Exemple populare sunt "Hearthstone" și "Gwent". Jucătorii colectează și joacă cărți pentru a-și construi strategii și a înfrunta adversarii.

### Tower defense
În jocurile de tip tower defense, jucătorii trebuie să apere un punct sau o bază împotriva valurilor de inamici, folosind diverse turnuri și capcane. Exemple notabile sunt "Plants vs. Zombies" și "Defense Grid".

## Impact și comunitate
Jocurile de strategie au avut un impact semnificativ asupra culturii jocurilor video și au dezvoltat comunități dedicate de jucători și dezvoltatori. Evenimente precum turneele de "StarCraft" și "League of Legends" au devenit fenomene internaționale, atrăgând milioane de spectatori și contribuind la creșterea e-sporturilor.

## Moștenire
Jocurile video de strategie continuă să fie un gen vibrant și inovator, care provocă jucătorii să gândească strategic și să-și testeze abilitățile de planificare și execuție. De la începuturile lor umile până la titlurile complexe și imersive de astăzi, jocurile de strategie rămân o parte esențială a industriei jocurilor video.